# Liste des évêques de Reggio d'Émilie
Cette liste recense les évêques qui se sont succédé sur le siège de Reggio d'Émilie.

## Évêques de Reggio d'Émilie
- Protase
- Cromace
- Antonin
- Élie
- Santin
- Carosius
- Faventius (mentionné en 451)[1]
- Elpidius
- Saint Prosper Ve siècle
- Étienne
- Adéodat ou Deusdedit
- Théodose ou Théodore
- Dondedieu
- Adrien
- Benenatus
- Paul Ier
- Lupien ou Ulpien
- Maurice (mentionné en 680)[2]
- Constantin
- Bienheureux Thomas (début du VIIIe siècle)[3]
- Jean
- Sixte ou Callixte
- Géminien (mentionné en 751)
- Apollinaire (avant 756-après 781)
- Adelmus (mentionné en 800 ?)
- Norpert ou Nodebert (avant 822 - après 835)
- Vital (mentionné en 838 ?)
- Sigifred (avant 844 - après 857)
- Rotfried (mentionné en 874 ?)
- Arnon ou Amon ou Azzo Ier (mentionné en 877)[4]
- Paul II (avant décembre 878 - 881)
- Aronnus (avant février 882 - après avril 885 ?)
- Azzo II (avant octobre 890 - après septembre 899 mort)[5]
- Pierre (avant octobre 900 - après juin 915)
- Frédolphe (mentionné en 923)
- Girard ou Gothard
- Aribald ou Éribert ou Girbert (avant août 942 - après mars 944)
- Adélard (avant 945 - après 952)
- Ermenald ou Ermenaud, Ermannus (avant 962 - après août 979)
- Teuthonus (avant 980 - après décembre 1029)
- Sigifred (ou Sifred) II (avant mai 1031 - après 1046)[6]
- Conon ou Condelaud (mentionné en 1050)
- Adalberius ou Alberius (1053 ou 1054 - après mars 1060)
- Volmar (vers 1062 - après mai 1065)
- Gandolphe (avant décembre 1066 - 1082 déposé)
  - Saint Anselme (1082 - vers 1085), administrateur apostolique
- Éribert ou Eubert (vers 1085 - après septembre 1092 mort)
- Ludovic (1092 - après 1093)[7]
- Bonseigneur (avant avril 1098 - 10 mai 1118 mort)
- Adèlme o Adéheaume (avant février 1123 - après décembre 1136)
- Alberius † (avant mars 1140 - 5 avril 1163 mort)
- Albéricon ou Albéric (1163 - 28 août 1187 mort)
- Pierre (avant le 10 septembre 1187 - novembre 1210 mort)
- Niccolò Maltraversi (1er juin 1211 - août 1243 mort)
- Guillaume (Guglielmo) de Fogliano (septembre ou octobre 1243 - 5 août 1283 mort)
  - Sede vacante (1283-1290)
- Guillaume (Guglielmo) de Bobbio, O.F.M. (22 juin 1290 - 3 septembre 1301 mort)
- Enrico de Casalorci ou Casalocci (30 avril 1302 - 29 avril 1312 mort)
- Guido da Baisio (19 décembre 1312 - 11 octobre 1329), nommé évêque de Rimini
- Guido Roberti (11 octobre 1329 - 27 juin 1332), nommé archevêque de Ravenne
  - Tommasino Fogliani (1334 - 1336), administrateur apostolique
- Rolando Scarampi (10 mai 1336 - 1337 démis)
- Bartolomeo d'Asti (ou d'Ivrée) (6 octobre 1339 - 1362 mort)
- Lorenzo (6 mars 1363 - après le 9 juillet 1379 mort)
- Serafino Tavacci de Trino, O.F.M (1er janvier 1380 - avant le 16 décembre 1387), nommé évêque de Santa Giusta
- Ugolino de Sesso (24 juillet 1387 - après le il 10 octobre 1394 mort)
- Tebaldo de Sesso, O.S.B. (3 avril 1395 - 6 janvier 1439 mort)
- Giacomo Antonio della Torre (16 janvier 1439 - 19 octobre 1444), nommé évêque  de Modène
- Battista Pallavicino (19 octobre 1444 - 12 mai 1466 mort)
- Antonio Beltrando (28 mai 1466 - 5 mai 1476 mort)
- Bonfrancesco Arlotti (9 juin 1477 - 7 janvier 1508 mort)
- Gianluca Castellini (del Pozzo) (7 janvier 1508 successeur - 18 octobre 1510 mort)
- Ugo Rangone (18 octobre 1510 - 28 août 1540 mort)
- Marcello Cervini (24 septembre 1540 - 29 février 1544), nommé évêque de Gubbio, puis élu pape sous le nom de Marcel II
- Giorgio Andreasi (2 avril 1544 - 22 janvier 1549 mort)
- Giambattista Grossi (22 janvier 1549 successeur - 28 mars 1569 mort)
- Eustachio Locatelli, O.P (15 avril 1569 - 14 octobre 1575 mort)
- Francesco Martelli (19 octobre 1575 - 9 mars 1578 mort)
- Benedetto Manzoli (9 avril 1578 - 26 août 1585 mort)
- Giulio Masetti (7 octobre 1585 - 2 septembre 1592 mort)
- Claudio Rangoni (16 décembre 1592 - 2 septembre 1621 mort)
- Alessandro d'Este (13 octobre 1621 - 13 mai 1624 mort)
- Paolo Coccapani (7 avril 1625 - 26 juin 1650 mort)
- Rinaldo d'Este (5 décembre 1650 - 23 avril 1660 démis)
- Girolamo Codebò (24 janvier 1661 - 3 octobre 1661 mort)
- Gianagostino Marliani (27 février 1662 - 22 mai 1674 mort)
- Augusto Bellincini (28 janvier 1675 - 20 juillet 1700 mort)
- Ottavio Picenardi (14 mars 1701 - décembre 1722 mort)
- Lodovico Forni (12 mai 1723 - 21 novembre 1750 démis)
- Giovanni Maria Castelvetro (7 décembre 1750 - 4 avril 1785 mort)
- Francesco Maria d'Este (26 septembre 1785 - 17 mai 1821 mort)
- Angelo Maria Ficarelli (19 avril 1822 - 5 juin 1825 mort)
- Filippo Cattani (3 juillet 1826 - 7 janvier 1849 mort)
- Pietro Raffaelli (20 avril 1849 - 23 juillet 1866 mort)
- Carlo Macchi (27 mars 1867 - 22 mai 1873 mort)
- Guido Rocca (25 juillet 1873 - 26 janvier 1886 mort)
- Vincenzo Manicardi (7 juin 1886 - 20 octobre 1901 mort)
- Arturo Marchi (16 décembre 1901 - 29 avril 1910), nommé archevêque de Lucques
- Eduardo Brettoni (12 octobre 1910 - 13 novembre 1945 mort)
- Beniamino Socche (13 février 1946 - 16 janvier 1965 mort)
- Gilberto Baroni (27 mars 1965 - 30 septembre 1986), nommé évêque de Reggio d'Émilie-Guastalla